# Mủ

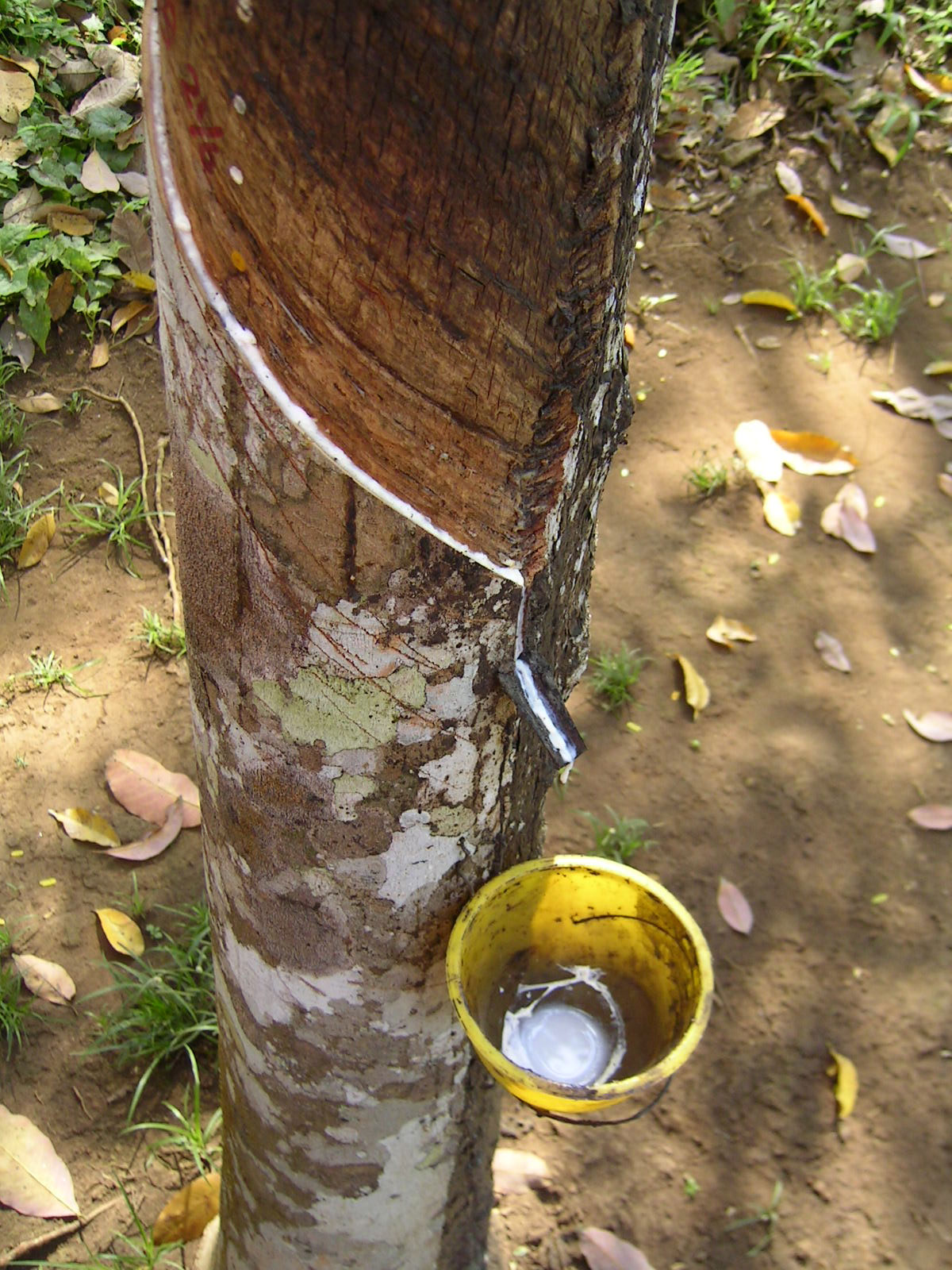
Lấy mủ từ cây cao su để dùng cho ngành công nghiệp sản xuất nhựa.

Mủ (thường được xem là mủ cao su) là dạng phân tán ổn định (nhũ tương) của các vi hạt polyme trong môi trường nước. Mủ thường có thể là dạng tự nhiên hay tổng hợp. Mủ có thể tổng hợp hóa học bằng phản ứng trùng hợp một monomer như styren để trở thành nhũ tương với chất hoạt động bề mặt. Mủ có thể tìm thấy trong tự nhiên là chất lỏng màu trắng đục có trong 10% các loài thực vật có hoa, thường xuất hiện sau khi cây bị tổn thương. 

## Hình ảnh

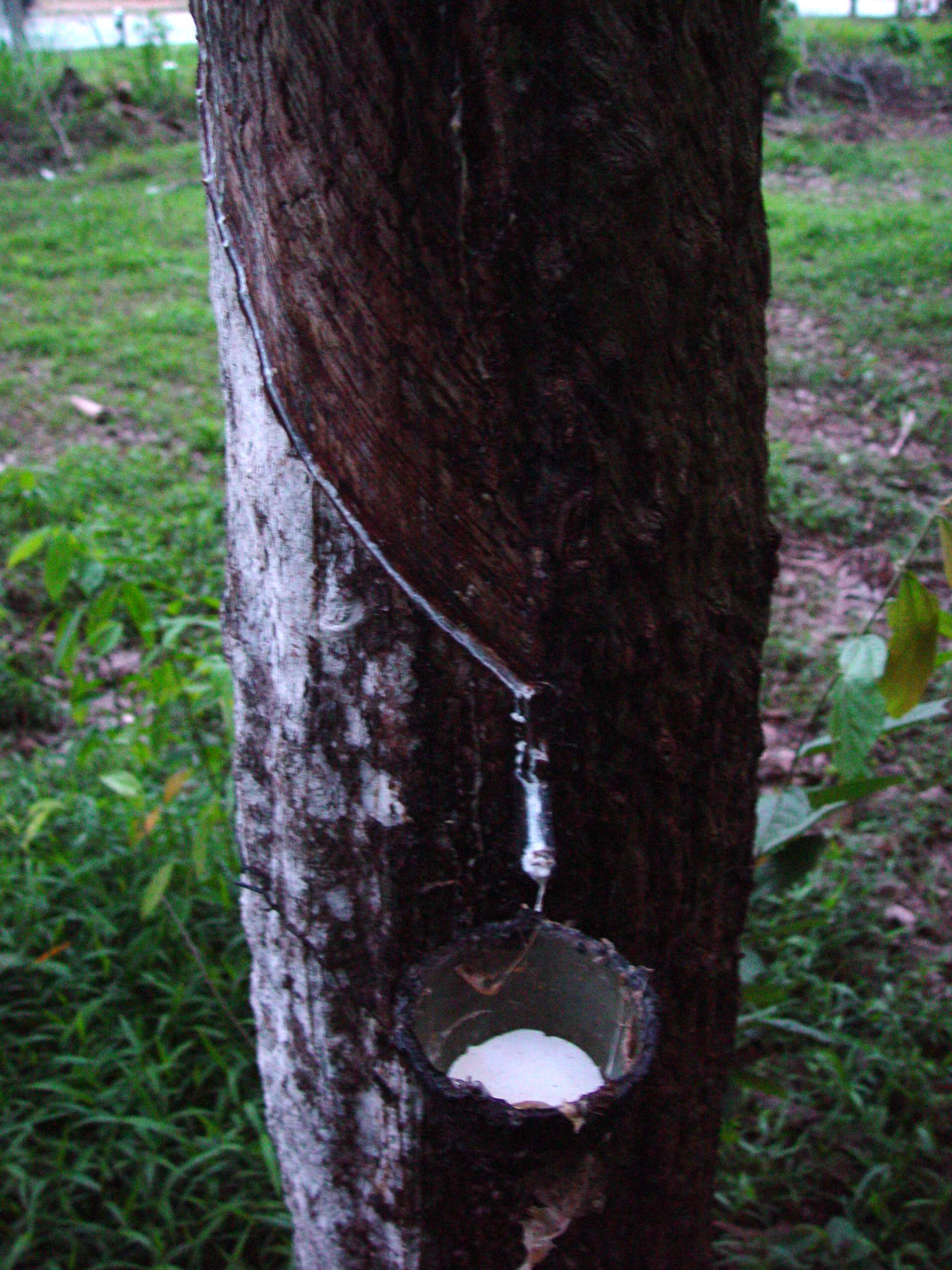
Mủ cao su được lấy từ cây cao su Hevea brasiliensis trồng ở Phuket, Thái Lan
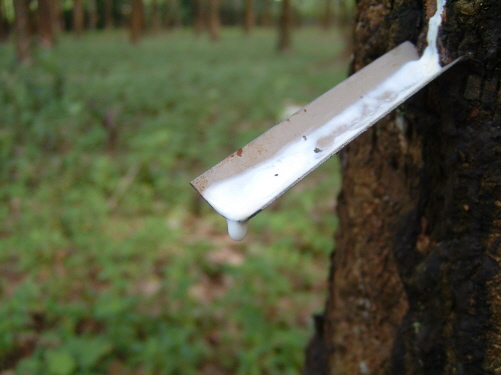
Mủ cao su đang chảy ra
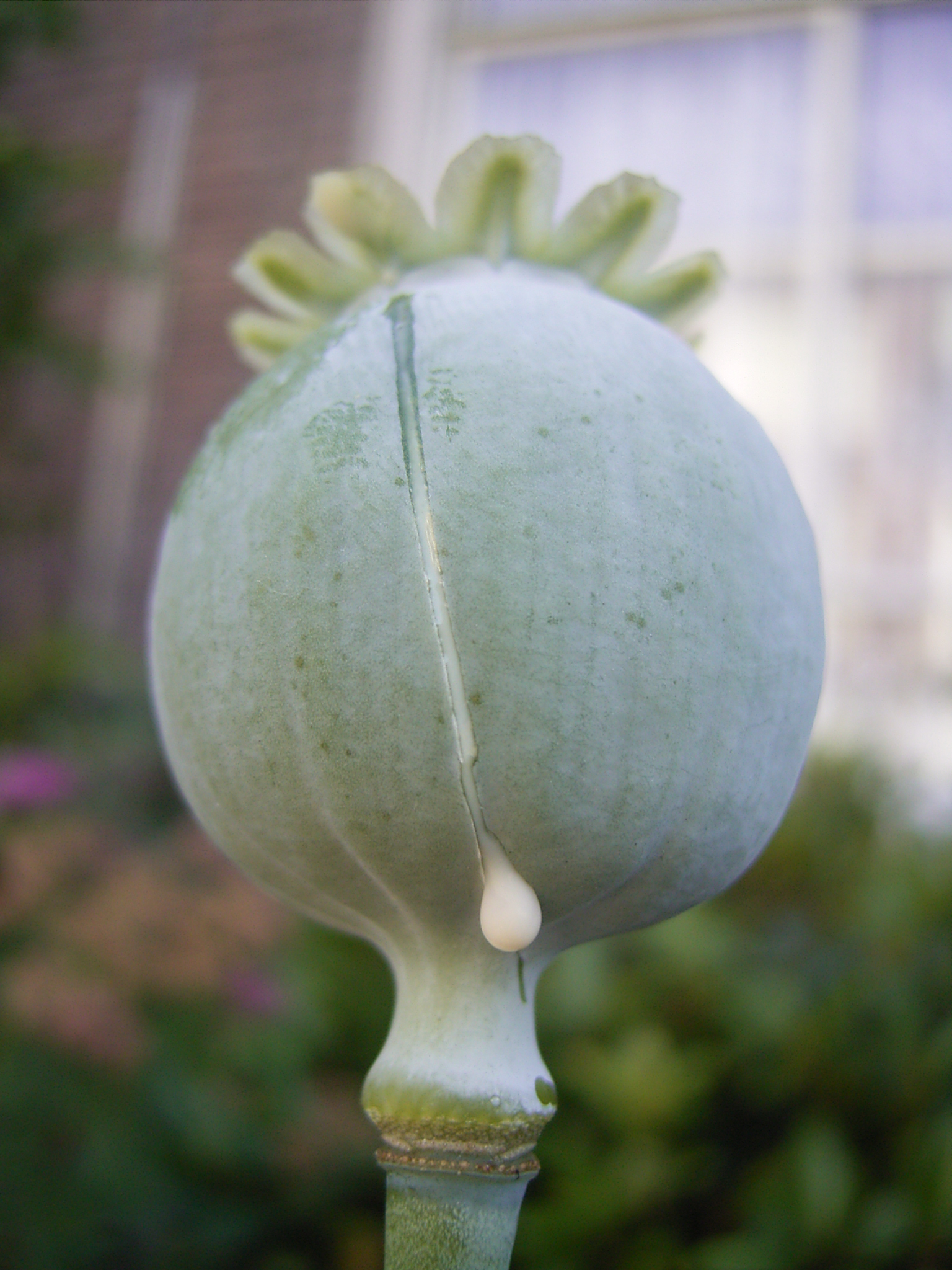
Trái thuốc phiện ứa mủ từ vết cắt